# Julián Lago
Julián Timoteo Lago San José (Valladolid, Espanha, 24 de janeiro de 1946 - Assunção, Paraguai, 4 de agosto de 2009) foi um famoso jornalista espanhol, que tornou-se um ícone do jornalismo na transição democrática espanhola.

## Livros publicados
- La España transitiva : la confesión de 90 políticos: del bunker a la oposición (1976).
- Las contra-memorias de Franco. La verdad de sus conversaciones privadas (1976).
- Guía práctica de Ámsterdam (1987).
- Bajo el volcán de Moscú. La increíble historia de la vida oculta en la Rusia de hoy, narrada por un testigo excepcional. (1992).
- Un hombre solo. Casi unas memorias (2008)